# Tren-tram del Bages
El Tren-tram del Bages fue un proyecto ferroviario en la comarca catalana del Bages. En 2010 el proyecto estaba en estudio informativo y se esperaba que se inaugurara en 2016, una vez finalizadas las obras que tendrían que haber comenzado en 2014. El proyecto habría costado unos 105 millones de euros sin contar el material rodante.

## Características del proyecto
La nueva línea tendría 34,4 km de longitud, de los cuales 25 km de vías serían reutilizados de las líneas de mercancías de FGC y 9,4 km serán de nueva construcción. Tendría 25 estaciones y uniría principalmente las localidades de Manresa, Sallent y Suria. Tres de las estaciones tendrán correspondencia con otros transportes públicos como trenes de cercanías en Manresa